# Monoliten i Utah
Monoliten i Utah är en skulptur av metall, som skapats av en okänd konstnär och som stod i öknen i sydöstra Utah i USA, 26 kilometer sydväst om Moab i San Juan County. Den har kommit att benämnas monolit, men är en struktur som består av sammansatta delar.
Skulpturen upptäcktes den 21 november 2020 av en helikopterburen patrull från Utahs naturvårdsmyndighet, som var på uppdrag för att inventera beståndet av tjockhornsfår, och publicerades av myndigheten den 23 november.
Den är 2,9 meter hög prisma, med triangulärt tvärsnitt och gjord av tre ihopnitade lika stora skivor av blankpolerad metall, troligen rostfritt stål. Den stod, något nedsänkt i klippan, nära en eroderad klippformation av röd sandsten. En av prismats skarpa sidor var riktade in i en djup spricka i den intilliggande klippan. Det är oklart vem som skapat den och när den kom på plats, men tidpunkten verkar ligga mellan augusti 2015 och oktober 2016.
Det framkastades av konstkännare efter upptäckten att verket kunde ha skapats av skulptören John McCracken, som dog 2011, medan andra föreslagit den tidigare i Utah arbetande Petecia Le Fawnhawk, som tidigare installerat totempåleliknande installationer på icke kända ställen i öknar.
Skulpturen har till utseendet jämförts med den typ av stora svarta monoliter som förekommer i Stanley Kubricks science fiction-film 2001: A Space Odyssey från 1968, och som är baserad på en bok av Arthur C. Clarke.

## Försvinnande
När två turister besökte platsen strax innan midnatt 27 november 2020 upptäckte de att monoliten var försvunnen. Någon hade skrivit "bye bitch" och urinerat på marken. Enligt myndigheterna har skulpturen förflyttats av en okänd part.